# Walter Hallstein
Walter Hallstein (Maguncia, 17 de noviembre de 1901 - Stuttgart, 29 de marzo de 1982) fue un político, jurista y diplomático alemán, miembro del Unión Demócrata Cristiana (CDU). Destaca por haber sido el primer presidente de la Comisión Europea, cargo que ocupó entre 1958 y 1967.
Durante sus años al frente de la Comisión Europea, Hallstein impulsó la realización del mercado común. Su labor favoreció la causa de la integración europea incluso después de su etapa como presidente. Propuso una visión federal de Europa frente a la Europa de los Estados de Charles de Gaulle. Finalmente, en 1967, Charles de Gaulle forzó la dimisión de Hallstein como presidente de la Comisión.

## Biografía
Inició su carrera de profesor universitario de Derecho Económico Internacional en 1930 y mantuvo este cargo en la Wehrmacht durante la Alemania nazi (1933-1945).

## Trayectoria política
Una vez reinstaurada la República Federal de Alemania (1949-1990), Hallstein fue nombrado jefe de la misión alemana en la conferencia de fundación de la Comunidad Europea del Carbón y del Acero (CECA) en 1950.

### Secretario de estado de Asuntos Exteriores
Hallstein se convirtió en el secretario de estado de Asuntos Exteriores del primer canciller federal, Konrad Adenauer (que a la vez desempeñó personalmente el cargo de ministro de Asuntos Exteriores). En 1954 impulsó la doctrina Hallstein, según la cual la República Federal de Alemania no podía tener representación diplomática en ningún país ni organización que reconociera a la República Democrática Alemana (RDA). Esta doctrina marcó la política alemana durante la Guerra Fría hasta finales de los años 60, y fue finalmente revocada por la Ostpolitik de Willy Brandt.
En 1955, Hallstein participó en la conferencia de Mesina y fue uno de los principales autores de los tratados de Roma, con los que en 1957 se fundaron la Comunidad Económica Europea y la Euratom. Convencido federalista europeo, Hallstein abogó en contra de una amplia zona de libre comercio con poco peso político y a favor de una colaboración profunda económica y política entre un grupo reducido de países, con fuertes elementos supranacionales. 

### Presidente de la Comisión Europea
La Comisión Hallstein es el nombre utilizado para hacer referencia a la Comisión Europea presidida por Walter Hallstein entre el 7 de enero de 1958 y el 20 de junio de 1967. La Comisión Hallstein ocupó el cargo en dos mandatos distintos.
Fue la primera Comisión de la Comunidad Económica Europea y celebró su primera reunión formal el día 16 de enero de 1958 en el Château de Val-Duchesse, en Bruselas. Fue sucedida por la Comisión Rey.
La Comisión Hallstein estuvo a cargo de la Comunidad Económica Europea durante dos mandatos, y estaba formado por 9 miembros: dos franceses, dos italianos y dos alemanes, más un luxemburgués, un belga y un holandés.

### Bundestag
De 1969 a 1972 fue diputado del Parlamento alemán (Bundestag) por la Unión Demócrata Cristiana (CDU).

## Reconocimientos
En 1968 fue nombrado Doctor Honoris Causa por la Universidad de Oviedo.